# 楊愷 (嘉靖進士)
楊愷（1491年—？年），字虞亮，號二溪，廣東琼山县西厢人，軍籍。明朝政治人物。同进士出身。

## 生平
治《詩經》，行一，正德八年（1513年）廣東鄉試第二十三名舉人，年三十三歲中式嘉靖二年（1523年）癸未科會試第一百七十二名，第三甲第九十九名進士。嘉靖六年至十年任扬州府兴化县知县，擢授南京户部主事。

## 家族
曾祖杨自成。祖父杨雄。父杨定。母张氏。具庆下。